# Boule (cristall)

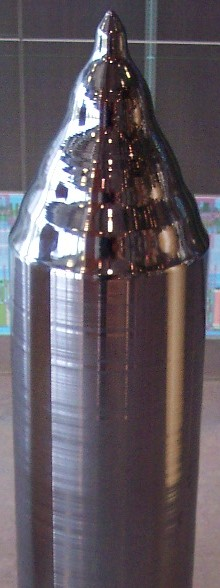
Bola de silici monocristal·lí.

El terme boule (bola de cristall) s'empra per a referir-se a és un lingot d'un sol cristall produït per mitjans sintètics.
Aquesta bola de silici és el material de partida per a la majoria dels circuits integrats que s'utilitzen actualment. A la indústria dels semiconductors, les boles sintètiques es poden fabricar mitjançant una sèrie de mètodes, com la tècnica Bridgman i el procés Czochralski, que donen com a resultat una vareta cilíndrica de material.
En el procés Czochralski cal un cristall de llavors per crear un cristall més gran, o lingot. Aquest cristall de llavors es submergeix en el silici fos pur i s'extreu lentament. El silici fos creix sobre el cristall de llavors de manera cristal·lina. A mesura que s'extreu la llavor, el silici es solidifica i finalment es produeix una gran bola cilíndrica.
Normalment, una bola de cristall semiconductor es talla en oblies circulars utilitzant una serra de diamant de forat interior o una serra de fil de diamant, i cada oblia es lliga i es polida per proporcionar substrats adequats per a la fabricació de dispositius semiconductors a la seva superfície.
El procés també s'utilitza per crear safirs, que s'utilitzen per a substrats en la producció de LEDs blaus i blancs, finestres òptiques en aplicacions especials i com a cobertes protectores per a rellotges.